# Josep Sunyol
Josep Sunyol i Garriga (* 21. Juli 1898 in Barcelona; † 6. August 1936 in der Sierra de Guadarrama) war ein katalanischer politisch engagierter Anwalt, Journalist und Präsident des FC Barcelona.
Er stammte aus einer wohlhabenden katalanischen Familie. Sunyol wurde  Präsident der Katalanischen Fußballföderation in der Saison 1929/30 und am 27. Juli 1935 wurde er zum Präsidenten des FC Barcelona gewählt, in der Hoffnung, er könne die finanziellen Probleme des Vereins lösen und den Verein in den schweren Zeiten der Repressionen durch die Militärdiktatur stützen. In Sunyols erster Saison gewann der Verein die katalanische Meisterschaft und erreichte das spanische Pokalfinale und schloss das Jahr mit einer positiven Bilanz ab.
Sunyol war nicht nur sportlich, sondern nach dem Ende der Primo-de-Rivera-Diktatur auch politisch in der linksorientierten Partei „Esquerra Republicana“ aktiv.
Außerdem war er Gründer und Herausgeber des wöchentlich erscheinenden Sportmagazins „La Rambla“, welches ebenfalls linksorientiert war und das System unter General Primo de Rivera kritisierte.
Im Jahre 1936 während des Spanischen Bürgerkrieges wurde er von den Truppen des Diktators Francisco Franco auf einer Autofahrt in der Sierra de Guadarrama festgehalten und noch an Ort und Stelle erschossen.